# Boswellia sacra
Босвелія священна (Boswellia sacra) — вид листяних дерев роду босвелія (Boswellia)

## Назва
Дерево вперше було описано в 1867 році швейцарським фармацевтом Фрідріхом Флюкігером. Учений зарахував його до роду Босвелія (Boswellia), раніше названого так на честь відомого англійського письменника Джеймса Босвелла.

## Життєвий цикл
Дерево скидає листя у посушливу пору року.

## Поширення та середовище існування
Росте на напівпосушливих чагарникових пустищах, на кам'янистих схилах Аравійського півострова та Сомалі.

## Практичне використання
Смола босвелії - ладан - знайома людям набагато краще, ніж саме дерево. Ладан вживається на сході для обкурювань під час релігійних обрядів. Як і інші цінні продукти його таємно вивозили з півдня Аравійського півострова і через численних посередників доставляли у сусідні країни. Через це його походження тривалий час залишалося загадкою. 

## Галерея

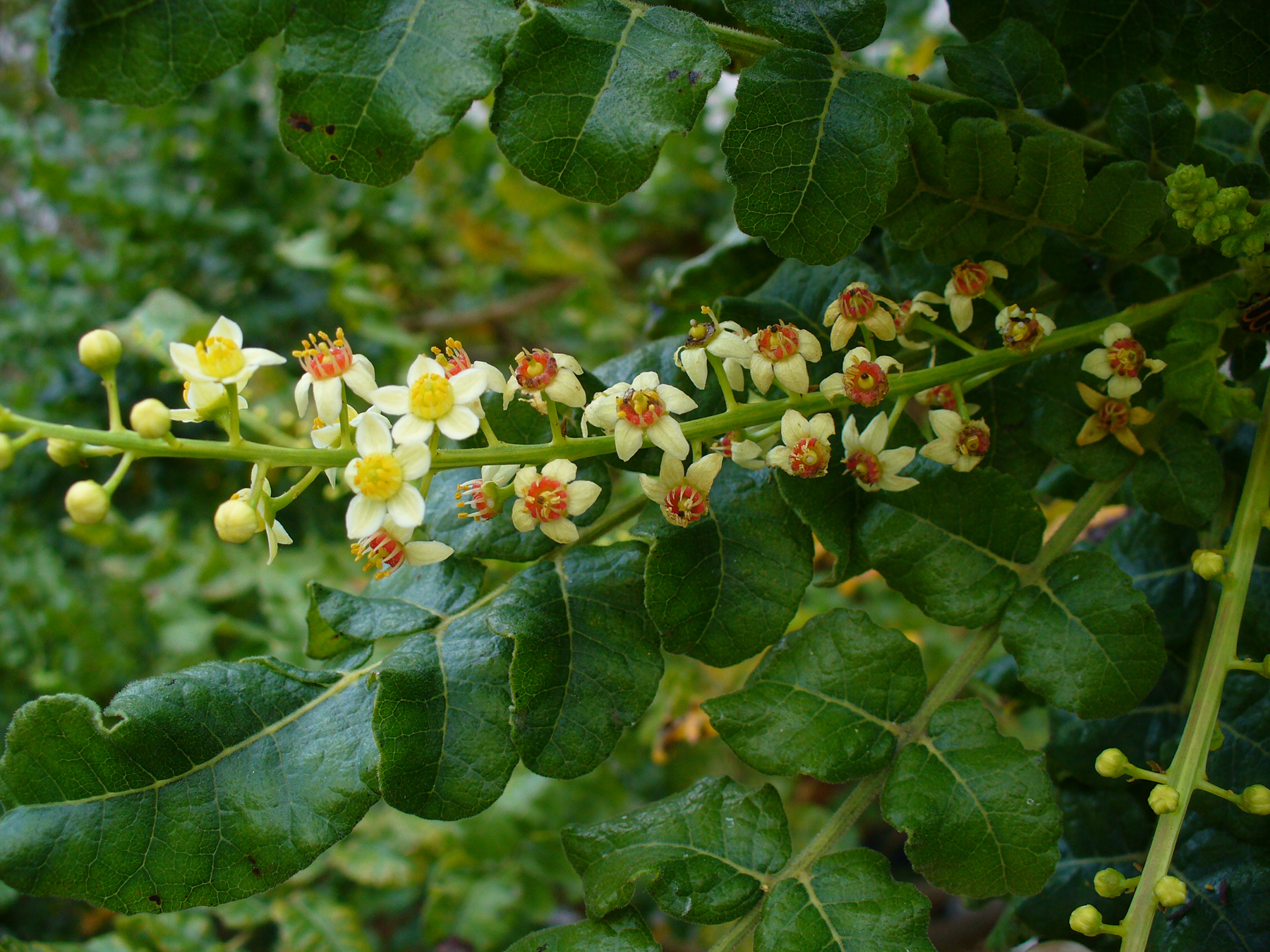
Квіти
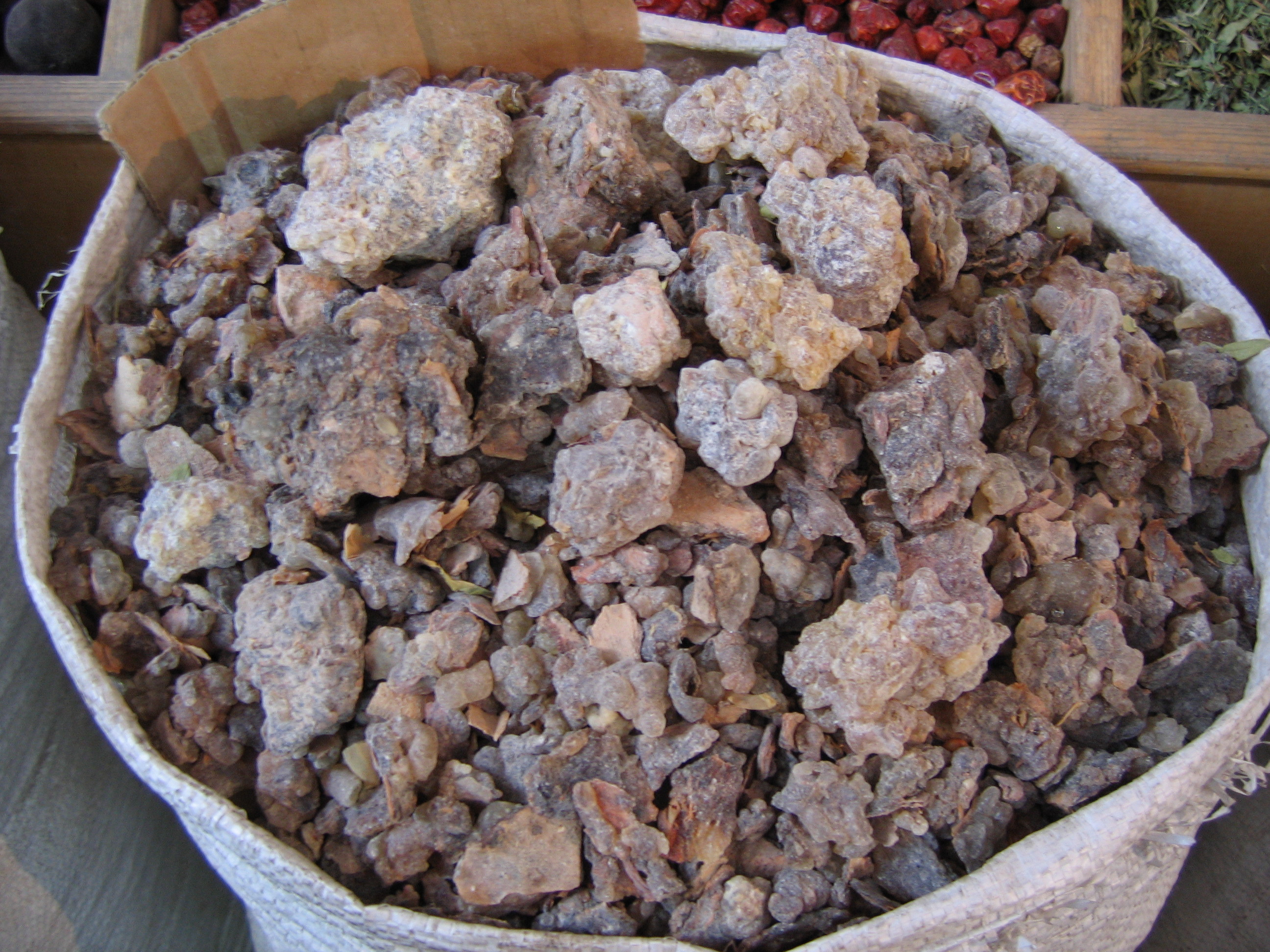
Мішок ладану
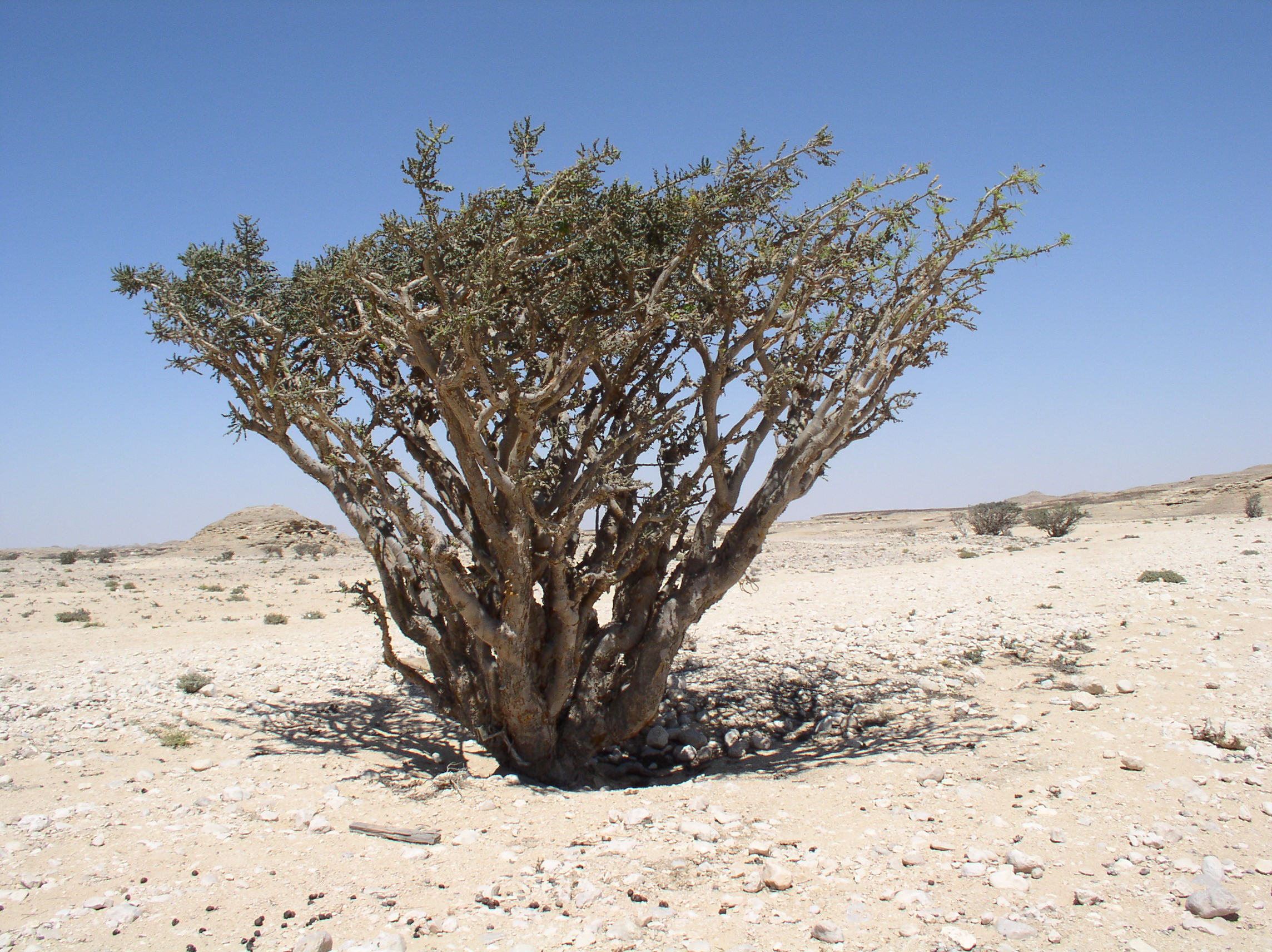
Дерево